# Мусса Кусса
Мусса Мухаммед Кусса (араб. موسى كوسا‎, родился в 1949 году) — ливийский политик и дипломат, был министром иностранных дел Высшего народного комитета Ливии с 4 марта 2009 года, сменив на этом посту Абделя Рахмана Шалгама, и до 30 марта 2011 года, когда он бежал из Ливии в Великобританию.
Мусса Кусса был главой ливийской разведки с 1994 года по 2009 год, был одной из влиятельнейших персон в стране. Прибыл в Великобританию из Ливии 30 марта 2011 года. Министр иностранных дел Великобритании от лица Куссы заявил, что тот больше не служит правительству Каддафи и уходит в отставку. Теперь он проживает в своем доме в Дохе, Катар. Входил в ближайшее окружение Муаммара Каддафи.

## Образование
Мусса Кусса окончил Университет Мичигана в 1978 году, где получил степень бакалавра по социологии.

## Работа
Мусса Кусса был секретарем безопасности в разных ливийских посольствах в Европе, затем в 1979 году был отправлен в Великобританию .откуда через год его выслали, так как он проговорился насчет планов убийства двух ливийцев-противников Каддафи, проживающих в Англии.
Был заместителем главы МИДа с 1992 года по 1994 год, затем был главой ливийской разведки с 1994 года по 2009 год. Кусса играл значительную роль в переговорах о деле Локерби.
4 марта 2009 года Мусса Кусса, заменив Абделя Рахмана Шалгама, был назначен главой ливийского министерства иностранных дел.
В интервью, данном 10 ноября 2009 года одной из арабских газет, Мусса Кусса подверг критике китайскую активность в Африке, назвав её похожей на колониализм.

## Бегство
Мусса Кусса 28 марта 2011 года на автомобиле пересек ливийско-тунисскую границу под предлогом «частного визита».30 марта он улетел на частном самолете с острова Джерба и прибыл на нем в Англию. , на аэродром Фарнборо. МИД Англии сделал заявление от лицы Куссы, в котором сообщалось об отставке Куссы и его переходе в оппозицию Каддафи, Также он был недоволен действиями ливийской армии.
Также Кусса дал интервью шотландским СМИ о деле Локерби. .
После снятия санкций с Муссы, он улетел в Катар, где живет и поныне.